# 김승섭 (보건학자)
김승섭(1979년 ~ )은 대한민국의 보건학자(사회역학자)이다. 성소수자, 쌍용자동차 해고노동자, 세월호 침몰 사고 피해자, 소방관, 천안함 피격 사고 생존자 등의 약자를 연구했다.

## 학력
- 연세대학교 의과대학 졸업
- 서울대학교 보건대학원 석사
- 하버드대학교 보건대학원 박사

## 저서
- 미래의 피해자들은 이겼다
- 아픔이 길이 되려면
- 우리 몸이 세계라면
- 오롯한 당신 : 같이 연구를 한 대학원 지도 학생들과의 공저